# Mairena del Alcor
Mairena del Alcor é um município da Espanha, na província de Sevilha, comunidade autónoma da Andaluzia. Tem 69,72 km² de área e em 2021 tinha 23 893 habitantes (densidade: 342,7 hab./km²). Pertence à comarca de Los Alcores, limitando com os municípios de Alcalá de Guadaíra, Carmona e El Viso del Alcor.